# Barra do Quaraí
Barra do Quaraí este un oraș în Rio Grande do Sul (RS), Brazilia.